# Miguel Labordeta
Miguel Labordeta   (Saragossa, 16 de juliol de 1921 - Saragossa, 1 d'agost de 1969) va ser un poeta espanyol de la generació de postguerra.

## Biografia
Germà gran del cantautor, escriptor i polític José Antonio Labordeta, es va llicenciar en Història i va escriure entre 1946 i 1947 el seu primer llibre de poemes, Sumido 25 (1948). La majoria dels poemes del llibre va ser composta durant la seva estada a Madrid per recopilar documentació que l'ajudés en la seva tesi doctoral, que mai va dur a terme, per a disgust del seu pare. Va residir al núm. 3 del carrer Eivissa, i va ser veí, per tant, d'autors com Agustín de Foxá, Dionisio Ridruejo o Leopoldo Panero. Tot i això, durant els mesos que va estar a Madrid, Miguel Labordeta va saber moure's en els cercles literaris del moment, i va forjar relacions amb autors com Gabriel Celaya, Vicente Aleixandre, José Antonio Novais, Antonio Buero Vallejo, Carlos Edmundo de Ory, Francisco Nieva, Eduardo Cote, José Hierro, Eugeni de Nora, Ángel Crespo, Gabino Alejandro Carriedo o Ezequiel González Mas, entre d'altres. D'aquest nou món literari descobert recentment, l'autor absorbiria multitud d'influències, explicant en part el que és eclèctic i original de la seva obra poètica. En tornar a Saragossa, el 1947, va haver de treballar sense veritable vocació com a professor d'Història i Anglès al Col·legi Sant Tomàs d'Aquino, que dirigia el seu pare, Miguel Labordeta.
Els propers anys, Miguel Labordeta continuaria la seva tasca poètica i publicaria nous llibres, originals i trencadors en el seu context històric: Violento idílico (1949) i Transeúnte central (1950). El quart llibre, que hauria d'haver-se anomenat Epilírica i haver estat publicat el 1951, la censura no li va permetre veure la llum fins al 1961. A banda de la seva tasca com a professor i com a poeta, les inquietuds literàries de Labordeta l'empenyerien a concebre i dur a terme empreses i projectes poètics amb el convençut objecte de sacsejar la pols al panorama literari saragossà. Els seus esforços culminarien a la Tertúlia del Niké, a la qual acudiria al costat de Manuel Pinillos, i els primers integrants del qual (Julio Antonio Gómez, Raimundo Salas i Guillermo Gúdel), acollirien amb gran entusiasme. El grup d'autors aniria creixent al llarg dels anys 50 per a mitjans dels 60 començar la diàspora fins que el 1969 morís Miguel Labordeta i el cafè tanqués les portes. De la passió per la poesia i els esforços dels integrants de la penya Niké sorgirien nombroses iniciatives com a editorials (Coso Aragonés del Ingenio, Javalambre), revistes (Orejudín, Despacho Literario, Poemas, Papageno) i col·leccions de llibres de poesia (Poemas, Orejudín, Fuendetodos), a més de les publicacions de poemaris particulars de cadascun.
A la Tertúlia del Niké, que es reunia a Saragossa al voltant del cafè del carrer Requeté Aragonés (actual carrer 5 de març), Miguel Labordeta exercia com a oficiant de l'O.P.I. (Oficina Poètica Internacional), una entelèquia literària, on va fer famoses les seves pipes, els seus convits i les surrealistes cerimònies de lliurament de diplomes i carnets de ciutadans del món als integrants del grup. L'any de la seva mort el seu amic Julio Antonio Gómez Fraile va fundar la col·lecció «Fuendetodos» de l'editorial Javalambre, que comença el seu camí amb la publicació de l'últim llibre de Miguel Labordeta, Los soliloquios, i el 1972 publica aquesta mateixa col·lecció les seves Obres completas. Va dirigir la revista Despacho literario, en què va col·laborar, entre d'altres, Antonio Fernández Molina, un dels seus bons amics. Com a autor de teatre, Miguel Labordeta va estrenar, amb escenografia de l'artista basc Agustín Ibarrola, l'obra Oficina de horitzonte, que anys més tard tindria una adaptació televisiva realitzada pel director saragossà Antonio Artero.

## Trajectòria literària
Va conrear un estil surrealista de llenguatge expressiu i amplis registres, elocució desbordada, vers lliure i to apocalíptic ple de visions còsmiques d'arrel barroca i romàntica, especialment en els seus primers tres poemaris (Sumit 25, Violento idílico i Transeúnte central), escrits als 29 anys. El 1950 ell mateix va definir la seva poesia com a 
| « | «catàrtica, depurativa, en què el poeta es doni sencer en holocaust verídic». | » |

Al final de la seva vida apareixen Los Soliloquios (1969), que juntament amb Autopia (publicada pòstuma el 1972), constitueixen una nova etapa de poesia més cenyida i condensada. També va escriure dues obres de teatre, la radiofònica Exactamente perdido (poemoide radiofònic)" i Oficina de Horitzonte, estrenada al Teatre Argensola el novembre de 1955, i editada al N.º 2 de la revista Papageno (1960), dirigida per Julio Antonio Gómez.
Autor d'originals i valents versos, Labordeta es va fer càrrec de la direcció del col·legi Sant Tomàs després de la mort del seu pare el 1954, i des d'allà va desplegar un món poètic i màgic que va estendre a la tertúlia de la penya Niké ia revistes de l'època. De l'Oficina Poètica Internacional (l'OPI), van néixer les revistes literàries Orejudín, Papageno, El Coso Aragonés del Ingenio i el Despacho Literario, embrió, alhora, de la col·lecció Poemas, que van crear Luciano Gracia i Guillermo Gúdel. Labordeta és el poeta del desamor, ell que tanmateix havia nascut per alliberar-se per amor tan sols. La seva poesia està tenyida d'ironia i esquinç existencialista. En allò formal és poesia de vers lliure i blanc, i de sintaxi desarticulada, enumeracions caòtiques i imatges insòlites encadenades que vinculen la seva estètica al surrealisme. Les obres completes de Miguel Labordeta es van publicar de forma pòstuma el 1972 a la col·lecció Fuendetodos d'Ediciones Javalambre, a cura del seu amic Julio Antonio Gómez i costejada amb els estalvis que va deixar el poeta. Van ser reeditades el 1983 per la col·lecció El Bardo, amb poemes no publicats abans. El 1994, un número monogràfic de la revista Rolde, coordinat per Antón Castro, li va dedicar diversos articles. El 2010, el Nº 96 de la revista Túria va ser dedicat íntegrament al poeta amb nombrosos estudis.
Alguns dels seus llibres van ser il·lustrats, entre d'altres, per Santiago Lagunas, Agustín Ibarrola, Antonio Mingote, Natalio Bayo, Manuel Viola, José Orús, Salvador Victoria o Antonio Saura. El 2004 va aparèixer publicada una interessant biografia sobre la seva vida i obra, Miguel Labordeta. Poeta violento idílico (1921-1969), del periodista Antonio Ibáñez i editada per la Biblioteca Aragonesa de Cultura que va dirigir Eloy Fernández Clemente.

## Obras
Poesía
- (1948): Sumido 25. Imprenta del Heraldo de Aragón, amb portada d'Antonio Mingote.
- (1949): Violento idílico. Madrid, Librería Clan (col·lecció "Cuadernos de Poesía", núm. 8), editat per Tomás Seral y Casas.
- (1950): Transeúnte central. Escelicer, Col·lecció Norte, editat per Gabriel Celaya.
- (1960): Memorándum. Poética Autología. Saragossa, Col·lecció "Orejudín" (núm. 5).
- (1961): Epilírica, Bilbao, Alrededor de la Mesa (Comunicació Poética).
- (1967): Punto y aparte, Madrid, Ciencia Nueva (Col·lecció "El Bardo", núm. 34).
- (1969): Los soliloquios, Saragossa, Javalambre (Col·lecció "Fuendetodos", núm. 1).
- (1972a): Obras completas, pròlogeg de Ricardo Senabre, «Retrato», de José Antonio Labordeta i «Claves circulares» de Rosendo Tello, Zaragoza, Javalambre (Col·lecció "Fuendetodos", núm. 11).
- (1972b): Autopía, ed. i pról. de Rosendo Tello, Barcelona, El Bardo (Col·lecció Poesía, núm. 88)
- (1975): La escasa merienda de los tigres y otros poemas, ed. de Pedro Vergés, Barcelona, Barral (Col·lecció "Ocnos", núm. 50).
- (1981): Epilírica (Los nueve en punto), ed. i pról. de Clemente Alonso Crespo, Barcelona, Lumen (Col·lecció Poesía, núm. 42).
- (1983a): Metalírica, ed. i pról. d'Antonio Fernández Molina, Madrid, Hiperión (Col·lecció Poesía, núm. 53).
- (1983b): Obra completa, ed. de Clemente Alonso Crespo, presentació de José Manuel Blecua, 3 vols., Barcelona, Los Libros de la Frontera (Col·lecció de Poesía El Bardo, núm. 10, 11, 12).
- (1994): Abisal Cáncer, ed. de Clemente Alonso Crespo, Olifante.
- (2015): Obra publicada, ed. d'Antonio Pérez Lasheras i Alfredo Saldaña Sagredo, Prensas Universitarias de Zaragoza (Col·lecció Larumbe, núm. 84).

Teatre
- (1949): Exactamente perdido (poemoide radiofónico). Llegit a Radio Zaragoza pel poeta el 7 de gener de 1949 (19:30), i dedicat a Gabriel Celaya i a José Antonio Novais.
- (1955): Oficina de horizonte.